# Andrásfa
Andrásfa is een plaats (község) en gemeente in het Hongaarse comitaat Vas. Andrásfa telt 287 inwoners (2001).